# 893
Cette page concerne l'année 893  du calendrier julien. Pour l'année 893 av. J.-C., voir 893 av. J.-C.
L'année 893 est une année commune qui commence un lundi.

## Événements
- 12 mai : dédicace du temple Lolei construit sur le site de Roluos, près d'Angkor au Cambodge[1].

- Le mouvement fatimide prend naissance en Petite Kabylie chez les tribus Kutama et à l’ouest, chez les tribus Sanhadja, ralliées par le missionnaire chiite ismaélien Abu abd-Allah, qui prêche en faveur de Mohammed el-Habib, puis de son fils Ubayd Allah al-Mahdi, qui se revendiquent descendants direct de Mahomet par sa fille Fatima et son gendre Ali[2].
- Révolte contre les Aghlabides en Ifriqiya[3]. La révolte de la garnison de la forteresse de Belezma est réprimée sur ordre de l'émir Ibrahim II[4].

- Ambassades de Silla et des pays du nord-ouest du Kyūshū (Hizen, Higo) au Japon[5].
- Fin de la dynastie Pallava en Inde du Sud[6].
- Raid des Samanides au Talas au cours duquel une église est transformée en mosquée dans la ville même de Talas[7].

### Europe
- 28 janvier : Charles III le Simple (l’honnête) est couronné roi de Francie occidentale par Foulques à Reims. Appuyé par quelques aristocrates fidèles aux Carolingiens (Foulques, archevêque de Reims, des évêques, Baudouin II de Flandre, Pépin de Senlis, frère d’Herbert de Vermandois…), il mène la lutte pour le pouvoir contre Eudes. Eudes, avec le soutien de Guillaume d’Aquitaine et de Richard de Bourgogne, l’attaque et le défait (894) et Charles doit se réfugier en Bourgogne[8].
- Février : Ermengarde, épouse d'Adalelme de Troyes, est mentionnée comme comtesse dans un acte qui confirme la donation de la villa de Chaource faite par son oncle Robert à l'abbaye Saint-Pierre de Montiéramey[9],[10].
- Printemps : les Vikings attaquent le Wessex, Édouard, fils d'Alfred le Grand, les bat à Farnham et les assiège sur une île de la Tamise[11].
  - Nouvelles invasions danoises en Angleterre (893-897). La famine ayant chassé de Francie occidentale les Normands qui la ravageaient (892), une flotte de 250 navires menace le Kent, remonte le Rother et s'installe pour un an à Appledore, pendant que le chef Hasting remonte la Tamise avec 85 navires et établit une base à Benfleet dans l'Essex. Alfred le Grand remporte une victoire décisive à Farnham sur les Vikings d'Appledore, partis piller le Wessex et reconquiert le butin pris. Les Vikings remontent le cours de la Tamise, et se retranchent sur la Colne, où ils sont assiégés par le roi. Entre-temps les Danois de Northumbrie et d'Est-Anglie, prennent la mer avec cent quarante navires, et envahissent la côte du Devon. Les troupes du roi parviennent à s'emparer du camp de Benfleet et font prisonnier la femme et ses deux fils d'Hasting, qui sont cependant remis en liberté. Les Danois traversent ensuite l'île jusqu'à la Severn, où ils installent un camp fortifié à Buttington, tout de suite assiégé par les armées anglaise et galloise. Réduits à la famine, après avoir mangé leurs chevaux, les Danois forcent le passage et, malgré leur défaite à la bataille de Buttington, retournent dans l'Essex ;  là, renforcés et ayant mis leurs biens et leurs familles en sécurité en Est-Anglie, ils prennent le chemin de Chester, au nord, alors désertée par ses habitants et y hivernent après le retrait des troupes d'Alfred (894-895)[12].

- Boris Ier de Bulgarie rentre à Pliska, aveugle et emprisonne son fils Vladimir puis convoque une assemblée qui proclame tsar des Bulgares son troisième fils Siméon[13]. Siméon transfère la capitale à Preslav. Il décide de nommer un haut clergé slave plutôt que byzantin. Le moine Clément, après avoir évangélisé la Macédoine, devient évêque de Velitsa, près d’Ohrid. Constantin prend sa suite à Preslav[14].